# 13P/Olbers
13P/Olbers es un cometa periódico descubierto el 6 de marzo de 1815 por el astrónomo alemán Heinrich Olbers. Tiene un periodo orbital de 69,5 años por lo que según la clasificación clásica, es un cometa de tipo Halley. 

## Órbita
Tras su descubrimiento, los primeros cálculos de su órbita los hizo Carl Friedrich Gauss en fecha tan cercana como el 31 de marzo definiéndola como parabólica aunque ya indicaba que con más datos seguramente se podría calcular una órbita elíptica. Dicha órbita la calculó poco después Friedrich Bessel para la que estimó un periodo de 73 años. El 25 de agosto de 1887 fue recuperado en su siguiente paso por el perihelio, que tuvo lugar el 6 de octubre de ese año, por el astrónomo estadounidense William Robert Brooks. En 1948 el astrónomo danés Hans Rasmusen calculó que en 1889 el cometa se había acercado a una distancia de solo 1,5 UA del planeta Júpiter, acortando su periodo en casi cuatro años y prediciendo su regreso para 1956, evento que se produjo pasando por el perihelio el 19 de junio de ese año.